# Grimelock
Grimelock is een Brussels grime- en dubstepdj- en -producersduo bestaande uit Kaliba en Marcellus Wallace.
Het duo vormde vanaf 1998 het drum'n'basscollectief The Crazy Crew. Toen Kaliba en Wallace in 2004 in aanraking kwamen met grime en dubstep, richtten ze Grimelock op. Grimelock trad op op het Dour Festival in 2006, 2007 en 2008. De groep stond in 2009 op het podium op het Summer Break Festival in Roemenië, het Langweiligkeit Festival in Den Haag, Sonic Warfare in de Melkweg in Amsterdam en Dungeon Outdoor in Leuven. Ook draaide het duo op Studio Brussel.